# Букака
Букака се нарича резерват в Североизточна България.

## Основаване и статут
Обявен е за резерват с обща площ 62,49 хектара със Заповед No.79 на Комитета за опазване на природната среда при Министерски съвет 5 февруари 1980 година, с цел запазване на съществуващата коренна растителност от ценни дървесни видове. Понастоящем „Букака“ е със статут на поддържан резерват.

## География
Заема обособена зона от територията на природен парк Шуменско плато. Намира се в централната част на парка на надморска височина 450 m.

## Флора
Резерватът „Букака“ е горски масив, обявен за опазване на съществуващата коренна над стогодишна букова гора, съставена от вида мизийски бук (Fagus sylvatica ssp. moesiaca). В северната му част растат още зимен дъб, габър, благун, клен, цер и други дървесни видове. Подлесът е съставен от леска, глог, шипка, къпина, мъждрян. Тревната покривка е представена от синчец, лютиковидна съсънка, куха лисичина, момкова сълза, петров кръст, пролетно ботурче.

## Фауна
От представителите на животинския свят могат да се срещнат лисица, заек, язовец, сърна, дива свиня, сиво хомяче, благороден елен, няколко вида змии.